# Martin Faustmann
Martin Faustmann, född 19 februari 1822 i Giessen, död 1 februari 1876 i Babenhausen i Hessen, var en tysk skogsman.
Faustmann är en av de mest kända författare, som i mitten av 1800-talet verka för att införa matematiken och ekonomin till användning i skogsbrukets teori och praxis. Hans namn förknippas utanför Tyskland främst med en av honom konstruerad höjdmätare och med en ekonomisk formel, Faustmanns jordresultatformel.